# 瞿世英
瞿世英（1900年—1976年8月12日），字菊农，笔名亦菊农，江苏常州人，中国近代哲学家、教育家。

## 生平
1920年，与郑振铎、茅盾、叶圣陶等发起成立“文学研究会”，但拒绝参加共产国际。1922年毕业于燕京大学。1923年参加人生观的论战。1926年获美国哈佛大学哲学博士学位。回国后，参与梁启超研究系《哲学评论》、清华大学《文哲月刊》等的编辑工作。历任清华大学、北京师范大学等校的教授。
1935年至1937年任湖南大学文学院院长、湖南省县政委员。1943年至1945年担任乡村建设学院代理院长。1945年至1949年任联合国教科文组织的中国执行委员。
1956年任北京师范大学教育系教授。